# Temnora crenulata
Temnora crenulata är en fjärilsart som beskrevs av Holland 1893. Temnora crenulata ingår i släktet Temnora och familjen svärmare. Inga underarter finns listade i Catalogue of Life.